# Friedrich Ludwig Bauer
Friedrich Ludwig Bauer (Ratisbona, 10 de junho de 1924 — 26 de março de 2015) foi um cientista da computação alemão.
Foi professor emérito na Universidade Técnica de Munique. Friedrich foi o autor da primeira definição de engenharia de software, em 1969, na Conferência NATO Science Committee, que a definiu como "o estabelecimento e uso de sólidos princípios de engenharia para obter software economicamente confiável e que trabalhe de forma eficiente em máquinas reais".
Em 1978 ganhou a medalha Wilhelm Exner.